# Кончарев Крај
Кончарев Крај је насељено мјесто у Лици, у општини Плитвичка Језера, Личко-сењска жупанија, Република Хрватска.

## Географија
Кончарев Крај је удаљен око 22,5 км сјеверозападно од Коренице.

## Историја
Кончарев Крај се од распада Југославије до августа 1995. године налазио у Републици Српској Крајини. До територијалне реорганизације у Хрватској насеље се налазило у саставу бивше велике општине Кореница. Овде се налазио Меморијални музеј Раде Кончара.

## Становништво
Према попису из 1991. године, насеље Кончарев Крај је имало 12 становника, међу којима је било 11 Срба и 1 остали. Према попису становништва из 2001. године, Кончарев Крај није имао становника. Према попису становништва из 2011. године, насеље Кончарев Крај је имало 1 становника.
| Националност       | 1991. | 1981. | 1971. | 1961. |
| Срби               | 11    | 13    | 23    |       |
| остали и непознато | 1     | 2     |       |       |
| Укупно             | 12    | 15    | 23    | 52    |

| Демографија | Демографија | Демографија |
| Година      | Становника  | Становника  |
| ----------- | ----------- | ----------- |
| 1961.       | 52          |             |
| 1971.       | 23          |             |
| 1981.       | 15          |             |
| 1991.       | 12          |             |
| 2001.       | 0           |             |
| 2011.       |             | 1           |

## Знамените личности
- Раде Кончар, народни херој Југославије